# باقرخان
باقر خان (۱۲۴۰ خورشیدی تبریز – ۱۲۹۵ خورشیدی قصر شیرین) با لقب افتخاری سالار ملّی، از مبارزان جنبش مشروطه ایران بود.

## زندگی
باقر خان فرزند حاج رضا بنا و شغل وی بنایی بود، وی در جریان مشروطیت به مجاهدین پیوست. ریاست مجاهدین محله خیابان تبریز را به‌عهده داشت. پس از به توپ بستن مجلس، به دستور انجمن ایالتی همراه با ستارخان به جنگ مسلحانه با قشون دولتی که تبریز را در محاصره داشت، پرداخت. هم‌زمان با او، ستارخان در محله امیرخیز، محله دیگر تبریز، با قوای دولتی جنگ می‌کرد.
در اثر همکاری او با ستّارخان کار مشروطه طلبان پیشرفت کرده و تبریز از محاصره درآمد. پس از پیروزی مجاهدین، مجلس شورای ملی باقرخان را به لقب سالار ملی ملقب ساخت، و از او تقدیر نمود.

### تحصن باقرخان در کنسولگری
انجمن ایالتی آذربایجان و رهبران مشروطه‌خواه که نگران جان ستارخان و باقرخان بودند آن دو را به تحصّن در کنسولگری عثمانی راضی ساختند.
در حالی که رحیم خان کدخدایان تبریز را وادار می‌کرد تا ۹۰ نفر از سران مجاهدان را که باقرخان در رأس آن‌ها قرار داشت، به او تسلیم کنند، دلیری ستارخان که بیرق‌های سفید را فروکشید و باقرخان را رسماً به ادامه مبارزه فراخواند، اوضاع را به نفع مشروطه خواهان تغییر داد. باقرخان پس از اظهار پشیمانی، به درخواست انبوه مردمی که از مسجد صمصام خان به سوی خانه او روان شدند، دوباره به تکاپو برخاست و عزم مقابله با رحیم خان کرد. سرانجام نیز به همت او و دیگر مجاهدان، محل استقرار رحیم خان در باغ شمال تصرف شد. پس از آن، رشته امور شهر در دست مجاهدان افتاد و طرفداران شاه و مرتجعان که در شبکه‌ای مفسده‌انگیز به نام «انجمن اسلامیه» گرد آمده‌بودند، به ناچار شهر را ترک کردند.
با این‌همه، عین‌الدوله به دستور شاه، شهر را در محاصره گرفت و جنگی خونین آغاز شد و باقرخان که اردویش مقابل قوای عین‌الدوله قرار داشت، رشادت‌های کم‌نظیر نشان داد، و چون نمایندگان روس و انگلیس به بهانه حمایت از اروپاییان، اولتیماتوم شدیداللحنی خطاب به انجمن ایالتی تبریز فرستادند، باقرخان به این اخطار وقعی ننهاد و از کار دست نکشید.

## فرجام رهبران مشروطیت
چنان‌که در تاریخ مشروطیت منعکس است، در اثر مجاهدت ستّارخان و باقرخان مشروطیّت استقرار یافت اما دیری نگذشت که تبریز به دست قشون روس افتاد. سالار ملی و سردار ملی در تبریز نمانده و به تهران حرکت کردند و استقبال کم‌نظیری از این دو مجاهد شجاع از طرف دولت مشروطه به عمل آمد.

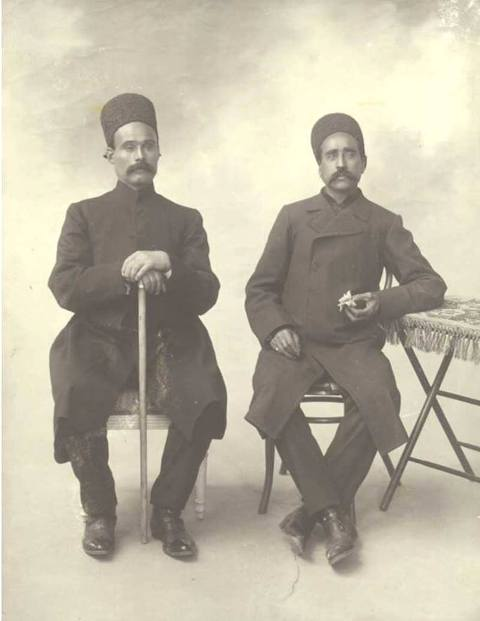
ستارخان (راست) در کنار باقرخان (چپ).

باقرخان برخلاف ستارخان که شیخی بود، از متشرعه بود، از علمای مخالف مشروطیت که از متشرعه بودند، جانبداری می‌کرد و به آن‌ها احترام می‌گذاشت. او با ستارخان رقابت داشت و می‌گفت: مرد آن نیست که در امیرخیز جنگ کند. مرد منم که در ساری‌داغ با قشون دولتی جنگ کرده‌ام.
دمکرات‌های آذربایجان که نهضت خود را در دنباله نهضت مشروطیت و مکمل آن، و خود را وارث سنن مجاهدین آن دوره می‌دانستند، مجسمه باقر خان را در میدان شهرداری تبریز نصب کردند. در ۲۴ آذر ماه ۱۳۲۵ پس از سقوط پیشه‌وری مردم تحت تأثیر احساسات، آن مجسمه را که اثر دمکرات‌ها بود برانداختند.

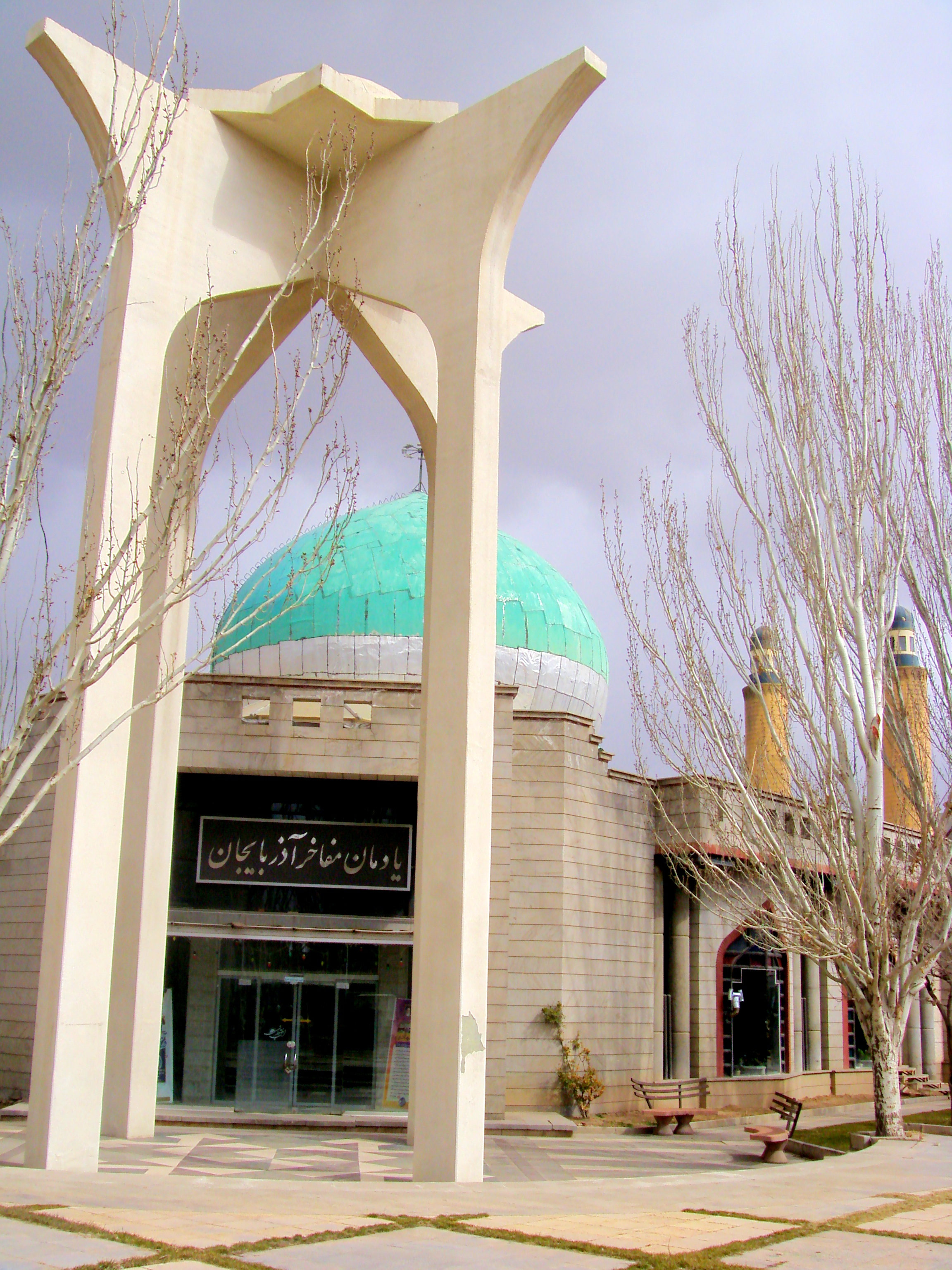
مقبره باقرخان در مزارستان طوبی تبریز

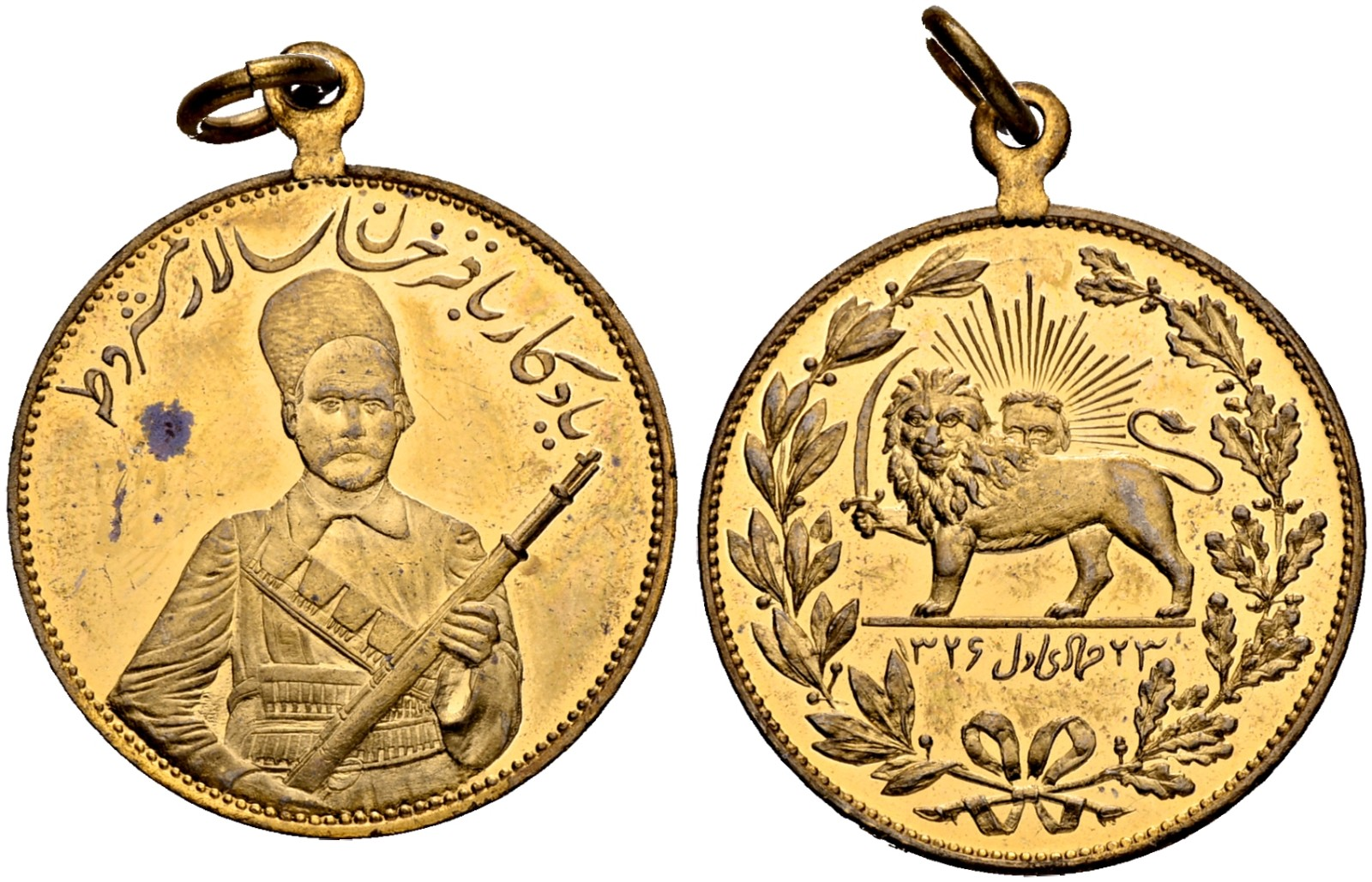
نشان یادبود باقرخان سالار مشروطه؛ ضرب ۱۳۲۶ هـ ق

داماد باقر خان سرتیپ هاشمی یکی از فرمانده قوای دولتی و مأمور آذربایجان بود که در طی جنگی مختصر، قوای دمکرات‌ها را در قافلانکوه مغلوب کرد و در میدان جنگ به درجه سرتیپی نایل آمد.

## خاندان باقرخان
باقر خان چهار پسر داشت به اسامی صادق خان، حسن خان، حسین خان و (میرزا) ابراهیم خان زوج بلقیس صفوی، دختر سید مهدی صفوی که یکی از خدمتگزاران بارگاه حسین بن علی در کربلا بود.  تنها دخترش نیز همسر سرتیپ هاشمی شد که ساکن محله قره باغ تبریز بود.

## حذف یادبودها
از سال ۱۳۸۷ با موافقت شهردار وقت تبریز علیرضا نوین تمام سرسبزی‌ها، پوشش گیاهی و درختان تناور و تنومند باغ پر وسعت مجاور خانهٔ به‌جا مانده از باقرخان واقع در محلهٔ خیابان تبریز و کوچه سالار ملی برای تغییر کاربری باغ و ساخت چندین ساختمان بلند مرتبهٔ تجاری و مسکونی به‌طور پنهانی برچیده و حذف شده است. یکی از خریداران ملک‌های مجاور ملک باقرخان که قبلاً متعلق به خیر نامی تبریز بنام حاج رضا طوبی بود؛ به‌علت رفت و آمدهای دانشجویان معماری و میراث فرهنگی ساختمان بسیار قدیمی وی را بجهت جلوگیری تملک سازمان میرات فرهنگی و برای از بین بردن آثار تاریخی آن سوزاند و عده‌ای نیز شبانه و در ایام تعطیلات خاص به کنده‌کاری و سرقت آثار تاریخی به‌جای مانده از آن خانه همانند درب‌های چوب گردویی پرداختند و بنای خانه بسیار قدمت‌دار سالار ملی باقرخان پس از نابودی باغ ضلع جنوبی و نیز در اثر کمترین توجهات از سوی متولیان پاسداری از آثار تاریخی شهر تبریز در آستانه ریزش قرار دارد. به رغم مخالفت اهالی محل و تعدادی از نمایندگان مردم تبریز در شورای اسلامی شهر تبریز مبنی بر هرگونه ساخت و ساز در باغ مجاور خانه باقرخان، آذرماه ۱۳۹۸ به‌طور شبانه و مخفیانه محیط پیرامون باغ کنار خانه باقرخان که گفته می‌شود در زمان‌های گذشته متعلق به حاج رضا طوبی واقف آرامستان طوبائیه و مالک کارخانه زهتابی تبریز بوده، چندین دیوار بلند پیش ساخته بتونی چیده شده و مقادیر زیادی ادوات ساختمان‌سازی و تیرآهن و سیمان در محل تخلیه شد. (تخلیه کننده سیمان و تیرآهن و میلگرد و نیز کسی که لودر و بولدوزر را به محل مربوط کشانید همان ساختمان ساز چندین مرتبه بود که در شهرداری منطقه ۸ تبریز نفوذ و پارتی داشت و عمداً مابقی آثار نیز به جهت سودجویی ساختمان سازها و نبود نظارت قوی و مستقل از طرف شهرداری و میراث فرهنگی تخریب شد).
در پی سهل‌انگاری مدیران سازمان شهرداری و نادیده شمردن تاریخی بودن بنای بزرگ منتسب به باقرخان مقرر گردیده در مساحت بزرگ تنها باغ به‌جا مانده در هسته مرکزی شهر تبریز و دقیقاً در کنار همسایگی دیوار به دیوار بنای در حال فرسایش باقرخان چندین ساختمان بلند مرتبه تجاری مسکونی ساخته شود.

## یادبود
فیلم سینمایی ستارخان دربارهٔ جنبش مشروطه و به کارگردانی علی حاتمی و بازیگری عنایت‌الله بخشی در نقش باقرخان در سال ۱۳۵۱ ساخته شد.
به پاس کوشش‌های باقرخان در جنبش مشروطه، پس از انقلاب ۱۳۵۷ خیابانی در غرب تهران به نام او نامگذاری شد. همچنین تندیس‌ها و بناهای یادبود دیگری نیز در تهران و دیگر شهرهای ایران به یاد او برپا شده است.

## مرگ
باقرخان که در قضیه مهاجرت ملّیون به کرمانشاهان و خاک عثمانی رفته بود در هنگام بازگشت به ایران به همراه هجده تن از همراهانش در قلعه شیخ وهّاب به کمین نیروهای محمد امین کرد طالبانی در نزدیکی قصر شیرین افتاد. محمد امین کردِ طالبانی که تجزیه طلب دزد و راهزن بود و آرزوی تشکیل کردستان را داشت به طمع اموال و سکّه‌ها ی او و همراهانش و کینه توزی که نسبت به ایرانیان داشت ، نیمه شب با افراد خود سر باقرخان و همراهانش را در خواب بریدند و اجسادشان را در گودالی خاک کردند. در آذر ۱۳۵۴ جسد باقرخان، سالار ملی از روستای محمدامین که اکنون بیشمان نام دارد، به تبریز منتقل و با احترام در گورستان طوبائیه دفن شد و بنایی شایسته بر گور او برپا گردید. مرگ باقرخان به همراه هجده نفر از یاران و همراهانش در محرم ۱۳۳۵ قمری آبان ۱۲۹۵ خورشیدی بوده است.